# Сату Маре (Харгита)
Сату Маре (рум.  — „Велико Село”, мађ. Máréfalva) насеље је у Румунији у округу Харгита у општини Сату Маре. Oпштина се налази на надморској висини од 538 m.

## Становништво
Према подацима из 2002. године у насељу је живело 1962 становника.

### Попис2002.
| Расподела становништва по националности 2002.‍ | Расподела становништва по националности 2002.‍ | Расподела становништва по националности 2002.‍ | Расподела становништва по националности 2002.‍ | Расподела становништва по националности 2002.‍ |
| --------------------------------------------- | --------------------------------------------- | --------------------------------------------- | --------------------------------------------- | --------------------------------------------- |
|                                               |                                               |                                               |                                               |                                               |
| Румуни                                        | Румуни                                        |                                               | 6                                             | 0,3%                                          |
| Мађари                                        | Мађари                                        |                                               | 1.901                                         | 97,2%                                         |
| неизјашњени                                   | неизјашњени                                   |                                               | 49                                            | 2,5%                                          |